# Município de Waterville (condado de Lucas, Ohio)
O município de Waterville (em inglês: Waterville Township) é um município localizado no condado de Lucas no estado estadounidense de Ohio. No ano de 2010 tinha uma população de 11.336 habitantes e uma densidade populacional de 182,04 pessoas por km².

## Geografia
O município de Waterville encontra-se localizado nas coordenadas 41° 30′ 18″ N, 83° 46′ 31″ O. Segundo o Departamento do Censo dos Estados Unidos, o município tem uma superfície total de 62.27 km², da qual 60.18 km² correspondem a terra firme e (3.35%) 2.09 km² é água.

## Demografia
Segundo o censo de 2010, tinha 11.336 habitantes residindo no município de Waterville. A densidade populacional era de 182,04 hab./km². Dos 11.336 habitantes, o município de Waterville estava composto pelo 96.6% brancos, o 0.64% eram afroamericanos, o 0.15% eram amerindios, o 0.85% eram asiáticos, o 0.03% eram insulares do Pacífico, o 0.58% eram de outras raças e o 1.16% pertenciam a duas ou mais raças. Do total da população o 2.33% eram hispanos ou latinos de qualquer raça.